# Triozoida johnsonii
Triozoida johnsonii är en insektsart som beskrevs av Crawford 1911. Triozoida johnsonii ingår i släktet Triozoida och familjen spetsbladloppor. Inga underarter finns listade i Catalogue of Life.